# Anascote
El anascote o añascote es una tela cruzada de lana peinada, lisa, áspera, tejida en crudo y teñida en piezas. Se usaba generalmente para mantos de mujer y, a veces, con ella se hacen vestidos, chales y más comúnmente, delantales. 

## Orígenes
El anascote era originario de Hondschoote, actualmente comuna francesa, pero parte de Flandes bajo la Monarquía Hispánica los siglos XV-XVI. Este anascote se fabricaba principalmente de lino, especie ampliamente cultivada en la zona de Hondschoote.
Debido a la Guerra de los Ochenta Años, la ciudad pasa a manos francesas y los tejedores se refugian en Bélgica e Inglaterra, donde siguen con la industria del anascote. En el siglo XVII, se importaba de Brujas un anascote negro bastante apreciado por las damas del momento.
Más tarde, se recibía este artículo en España desde  Inglaterra en cantidades considerables en piezas. En 1796, empezó en Francia a imitarse la fabricación del anascote con muestras inglesas que sirvieron de tipos. Al principio, se ejecutó con una urdimbre doble, es decir, un hilo de lana torcido con un hilo de seda. Los primeros ensayos produjeron a los franceses grandes beneficios exportando anascotes a España. Con semejante estímulo la fábrica de Amiens tomó un rápido vuelo y, a pesar del gran consumo, satisfizo por mucho tiempo todos los pedidos. Entonces fue cuando los fabricantes de las cercanías de Breteuil lograron reemplazar la urdimbre doble por urdimbres sencillas con tan gran reducción de precio en los jornales que los operarios abandonaron esta clase de fabricación a los tejedores del campo, que posteriormente, fueron casi los únicos que se dedicaron a ella.

## Desaparición
Como se pasaron muchos años antes que se introdujese en Francia el sistema de hilatura de lana por medio de la maquinaria, los fabricantes buscaron la salida de sus productos en mercados de su nación. Entonces, el merino era mucho más caro y su uso era reducido a causa del precio. Con todo, había dado origen a la moda de los vestidos de lana para las mujeres, moda que fue adquiriendo favor con el tiempo y el añascote permitió satisfacerla a la clase menos acomodada. Además, este tejido se apropiaba bien a este uso, por la facilidad con que recibe toda clase de colores: de ahí fue que se hicieron chales pintados muy baratos, creándose nuevas ancharías, etc. Mas como el pintado era en general poco esmerado en aquellas clases de añascote cuyos defectos se disimulan por medio de los colores que en ellos se aplican, este artículo decayó en breve: se empezó por empeorar su calidad, luego se disminuyó su ancharía y hasta que se redujo considerablemente el consumo, no se pensó en reanimar la producción por medio de una fabricación más esmerada.

## Anascote en España
Los primeros anascotes se fabricaron en Toledo siguiendo la técnica de los telares de los Países Bajos. Sin embargo, existían anascotes de distintas calidades y precios.

Cada vara de anascote de Flandes, de Toledo, a 7 reales; de anascote de señoría, a 21 reales.
Tasa de 1627.

España era el punto que por sí solo consumía más anascote que todos los países reunidos. La importación extranjera y el mucho contrabando que por los Pirineos y por Gibraltar se hacía con este artículo, determinó a emprendedores industriales a ensayar la fabricación de este tejido aprovechando de la baratura de las lanas hasta que consiguieron imitar el añascote de los ingleses, como lo habían practicado a su vez los franceses. Al principio, se obtenía un producto algo más grosero que el del extranjero, pero su bajo precio facilitaba la venta; sucesivamente fueron perfeccionándose los medios de fabricación y el añascote casi pudo competir con los que venían de fuera de España, menguando a proporción la importación de este artículo. Desde muchísimo tiempo, pues, se fabricaban en grande escala añascotes en Cataluña. Luego, disminuyó bastante su fabricación pues una buena parte la consumían los frailes.

## Características y usos
Se ha dicho que el subido precio del merino había favorecido el uso del añascote para los vestidos de mujer; posteriormente, la baratura de aquel primer tejido ha producido un efecto enteramente contrario. Otra circunstancia contribuyó también a dar este resultado, y es la introducción de la franela ancha de Reims conocida en el comercio con el nombre de Napolitana, la cual sustituyó casi enteramente al añascote. Posteriormente, el consumo de este artículo disminuyó más todavía con el uso de una gran variedad de tejidos de lana pintados y propios para chales de modo que finalmente, el añascote no se usó sino para trajes de luto o para hábitos de monjas y para delantales de señora, pues no se teñía sino de color negro.
Además de mantos, con anascote se fabricaban jubones, ropa de luto y otras prendas.